# 高峯義人
高峯 義人（たかみね よしと）は、日本のアニメーション美術監督である。スタジオ美峰所属。

## 主な美術監督作品

### テレビアニメ
- 戦国BASARA　1期（2009年）美術監督
- 戦国BASARA　2期（2010年）美術監督
- ヨルムンガンド（2012年）美術監督
- はたらく魔王さま！（2013年）美術監督
- ルパン三世 princess of the breeze 〜隠された空中都市〜（2013年）美術監督
- アカメが斬る!（2014年）美術監督
- そにアニ -SUPER SONICO THE ANIMATION-（2014年）美術監督
- うたわれるもの 偽りの仮面（2015年）美術監督
- 装神少女まとい（2016年）美術監督
- Re:ゼロから始める異世界生活（2016年）美術監督
- ゼロから始める魔法の書（2017年）美術監督
- 覇穹 封神演義(2018年)美術監督
- 慎重勇者〜この勇者が俺TUEEEくせに慎重すぎる〜(2019年)美術監督
- 異世界おじさん（2022年）美術監督

### OVA
- 戦国BASARA　2期（2011年）美術監督
- 装神少女まとい13話（2017年）美術監督

### 劇場作品
- 劇場版　戦国BASARA-The Last Party-　（2011年）美術監督
- 映画ドラえもん のび太の月面探査記　（2019年）美術監督